# 工人党 (巴拉圭)
工人党（西班牙語：Partido de los Trabajadores，缩写为PT）是巴拉圭的一个托洛茨基主义政党。该党成立于1989年3月19日。该党的意识形态是社会主义、马克思主义、托洛茨基主义、反帝国主义。该党的政治立场是左翼。该党的主席是内科·巴尔布埃纳。该党的总部位于亚松森。该党是国际工人联盟—第四国际的支部。